# Малашевци
„Ма̀лашевци“ е бивше село и квартал в североизточната част на София, присъединен към града през 1961 година, а по-късно включен в квартал „Орландовци“.
Квартал „Малашевци“ граничи на югоизток с кв. „Хаджи Димитър“, а на север с кв. „Орландовци“. В квартала преобладават фамилните къщи, срещат се и няколко панелни блока. В „Малашевци“ се намират църквата „Успение Богородично“, 59 СУ, автогара „Орландовци“, както и едно читалище.
В „Малашевци“ е и едно от най-големите гробища в София – Гробищен парк „Малашевци“. В квартала се намира и софийският битпазар за антики и вещи втора употреба. На територията на квартала се намира и автобусният гараж „Малашевци“, който обслужва следните автобусни линии: 1, 3, 5, 23, 26, 28, 72, 78, 79, 82, 85, 94, 98, 100, 101, 120, 150, 280, 285, 294, 309, 310, Х43 и Х50.
В подробен регистър на джелепкешаните от 1576 година е отбелязан един  джелепкешан в село Малашевиче на име Стале Рале.

## Други
На Малашевци е наречена улица „Малашевска“ в квартал „Хаджи Димитър“ в София (Карта).